# Jasir Asani
Jasir Fadil Asani (* 19. Mai 1995 in Skopje) ist ein albanisch-nordmazedonischer Fußballspieler.

## Karriere

### Verein
Asani wurde aus einer albanischen Familie in der nordmazedonischen Hauptstadt Skopje geboren. Seine Karriere begann bei den Jugendakademien von Vardar Skopje. Im Jahr 2013 unterschrieb Asani erstmals einen Profivertrag beim Verein und gewann dort in den folgenden Jahren dreimal die Meisterschaft. Im Jahr 2017 ging es nach der Leihe beim KF Shkupi ablösefrei zu FK Pobeda Prilep. Dort bestritt Asani aber nur zwei Spiele und wechselte anschließend zu FK Partizani Tirana. Im Jahr 2019 wurde Asani mit dem Verein albanischer Meister und kurze Zeit später auch Superpokalsieger. Anfang 2020 wurde Asani für ein halbes Jahr an den schwedischen Erstligisten AIK Solna ausgeliehen. Im Sommer 2021 wechselte Asani dann weiter zum Erstligisten Kisvárda FC nach Ungarn. Nach 44 Ligaspielen zog es ihn im Januar 2023 nach Asien. Hier unterschrieb er in Südkorea einen Vertrag beim Erstligisten Gwangju FC und nahm mit dem Verein an der AFC Champions League Elite 2024/25 teil. 

### Nationalmannschaft
Von 2013 bis 2015 bestritt Asani sieben Juniorenländerspiele für Mazedonien und 2016 lief er einmal für die U-21-Auswahl von Albanien auf. Im März 2023 spielte er in der Qualifikation für die EM 2024 erstmals für die Albanische Fußballnationalmannschaft, war einer der beiden besten albanischen Torschützen der Qualifikation und qualifizierte sich mit der Mannschaft für die EM 2024. Asani stand auch im albanischen Aufgebot für die Europameisterschaft. Im Turnier absolvierte er alle drei Gruppenspiele und schied mit der Nationalmannschaft in der Gruppenphase aus.

## Erfolge
Vardar Skopje
- Mazedonischer Meister: 2015, 2016, 2017

FK Partizani Tirana
- Albanischer Meister: 2019
- Albanischer Superpokalsieger: 2019